# Damiaan Meuwissen
Damiaan Herman Marie Meuwissen (Amsterdam, 1936) is een Nederlandse katholieke rechtsfilosoof. 
Als wetenschappelijk medewerker was Meuwissen als lid van de KVP in 1967 lid van de Staatscommissie van advies inzake de Grondwet en de Kieswet. Hij werd in 1971 hoogleraar aan de juridische faculteit van de Rijksuniversiteit Groningen. In 1982 publiceerde hij een inleiding in de rechtsfilosofie met de titel Recht en Vrijheid. Hij hield zich bezig met de grondslagen van de rechtsstaat en van de mensenrechten, waarbij 'vrijheid' het leidende beginsel is. Meuwissen is mede-organisator van het internationale muziekconcours van La Roque d’Anthéron in Zuid-Frankrijk. In 2006 werd hij voorzitter van de Raad van Advies van de Geert Grote Universiteit in Deventer. 
- Gemeinsame Normdatei: 1060869845
- Virtual International Authority File: 314790675
- WorldCat: E39PBJgXbKxFPWv7BJ3RWDKmVC